# Na strašidlech
Der Na strašidlech (deutsch Heinrichstein, zuvor auch Heinrichsfels) und inzwischen auch Medved (deutsch Bär) genannt, ist eine Bergkuppe mit mehreren sagenumwobenenen Felsgruppen zwei Kilometer nordwestlich von Horní Blatná im böhmischen Teil des Erzgebirges.

## Geografische Lage

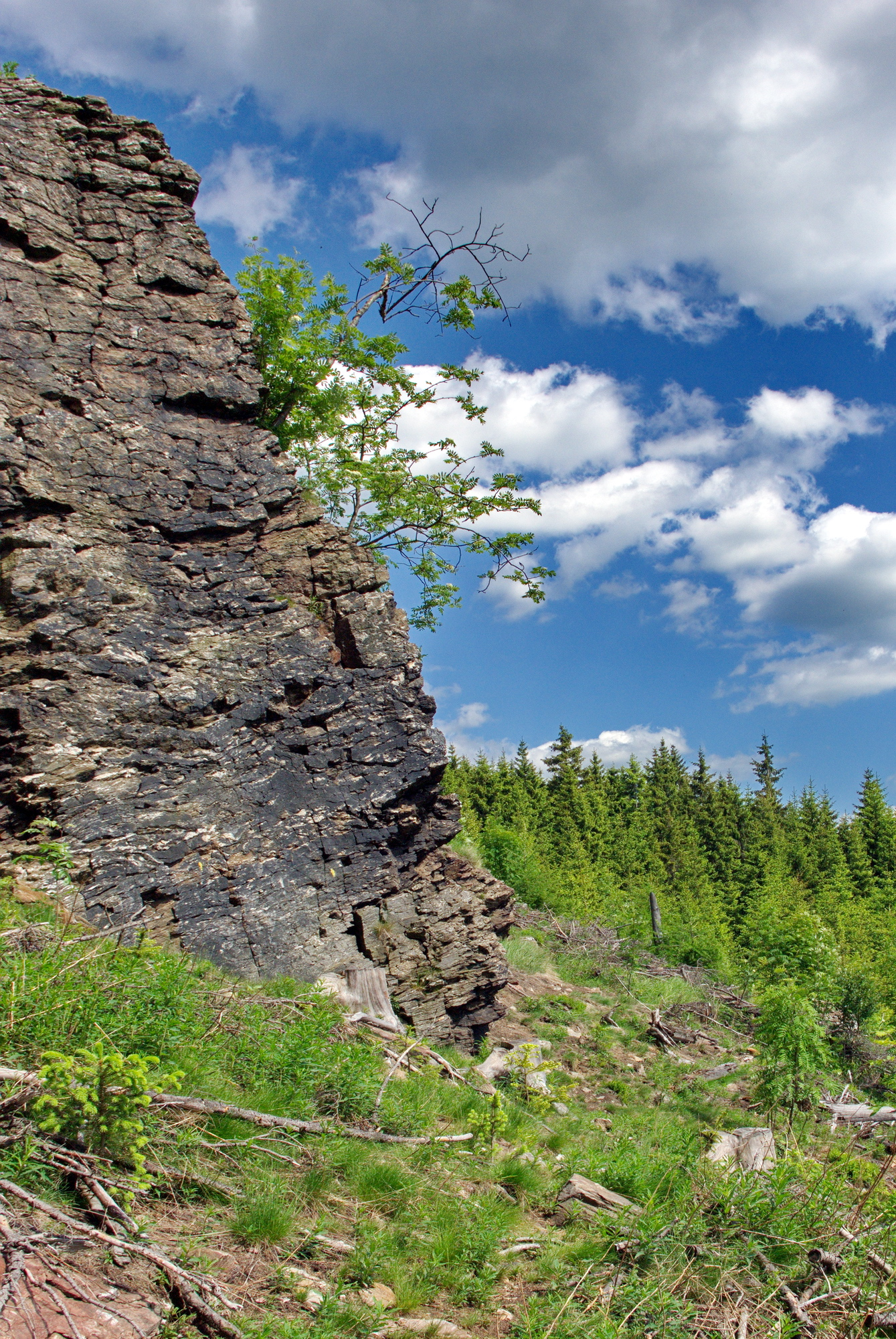
Unterhalb der Felsklippe

Der Heinrichstein liegt oberhalb der Bahnstrecke Karlovy Vary–Johanngeorgenstadt, zwischen dem Haltepunkt Potůčky und Horní Blatná. Unterhalb des Berges führt die Landstraße 221 von Potůčky nach Horní Blatná.
Man erreicht das Felsmassiv über einen Wanderweg, der am Sportplatz von Horní Blatná sowie am Jelení hora (Hirschberg) vorbei nach Stráň (Ziegenschacht) führt.

## Geschichte
Unterhalb des Berges lag einst an der Fahrstraße von Johanngeorgenstadt nach Platten das Gasthaus zum Heinrichstein, das aus dem Herrenhaus eines hier befindlichen oberen Blaufarbenwerks von Breitenbach hervorgegangen war. Dieses Gasthaus wurde wie alle einzeln stehenden Gebäude im Breitenbachtal nach 1945 abgerissen.
Auf dem Gipfel des Heinrichsteins, auf dem es der Sage nach „nicht richtig“ zugehen soll, hatte ein gewisser Löffler drei Eisenkreuze errichten lassen, die ebenfalls nach dem Zweiten Weltkrieg entfernt worden sind.
Am Weg zum Heinrichstein wurde 2017 eine Kapelle neu errichtet, die an die frühere Wurstkapelle erinnert.

## Sagen vom Heinrichstein
- Zwei Freunde finden einen Geldkoffer
- Die Wunderblume am Heinrichstein
- Zwei Mädchen entdecken einen Schatz
- Ein armer Mann findet eine Schatztruhe
- Karfreitagszauber
- Eine Mutter vergisst über den Schätzen ihr Kind
- Der Schatz auf dem Tanzboden
- In Gold verwandelte Hackspäne
- Der leere Topf hinterm Ofenmäuerl
- Die wilde Jagd am Heinrichstein
- Der festgebannte Holzarbeiter
- Der Butterfresser
- Ein merkwürdiger Geldfund